# Луиђи Маркизио
Луиђи Маркизио (итал. Luigi Marchisio,  26. април 1909. — 3. јул 1992) бивши је италијански професионални бициклиста у периоду од 1929. до 1936. године. Маркизио је највећи успјех остварио 1930. године, када је освојио Ђиро д’Италију.

## Дјетињство и аматерска каријера
Маркизио је рођен 26. април 1909 године, у Кастелнуово Дон Боскеу. Као младић посветио се бициклизму и постао је познат у локалним сеоским такмичењима. Први бицикл поклонио му је бициклиста Казорцо и био је брендиран. Казорцо га је наградио бициклом и са стотину лира с времена на вријеме, јер је Маркизио чувао бицикл са Казорцовим именом. Године 1926 освојио је првенство Италије за слободне возаче. Остварио је још неколико побједа, а 1928 постао је италијански независни шампион, завршивши други на Ђиро дел Сестријереу, иза Барете. Године 1929, прекинуо је активности са бициклом због служења војске, коју је служио у планинама.

## Професионална каријера
Професиналну каријеру почео је 1930 године и већ прве сезоне возио је Ђиро д’Италију. Алфредо Бинда је доминирао претходних година, због чега су организатори Ђира понудили 22.500 лира Емилију Боцију, власнику тима Лењано, да Бинда не вози Ђиро. Боци је пристао и Бинда није учествовао на Ђиру 1930. Лењано је умјесто Бинда повео на Ђиро Маркизија, а ту су још били Биндин брат Албино Бинда, Анђело Гремо и Леонида Фраскарели. Ђиро је први пут стартовао у Сицилији, прве три етапе вожене су у Катанији, Палерму и Месини. На трећој етапи, Маркизио је побиједио на трећој етапи и преузео је лидерску позицију, два и по минута испред Луиђија Ђакобеа. Маркизио је побиједио и на четвртој етапи и повећао је предност на четири и по минута. На шестој етапи, Маркизио је изгубио четири минута, али је задржао 33 секунде испред Ђакобеа. Њих двојица су водили велику борбу у наставку Ђира, Маркизио је узео још 20 секунди на деветој етапи, међутим то је било све и у наставку трке, Маркизио и Ђакобе су завршавали сваку етапу заједно; Маркизио је освојио Ђиро 52 секунде испред Ђакобеа, поставши најмлађи побједник Ђира, са 21 годином, 1 мјесецом и 13 дана. Касније током сезоне завршио је трећи на Ђиро дела Тоскана трци и шести на Милано—Санрему.
Након 11 мјеста на Милано—Санрему 1931, Маркизио се вратио на Ђиро. Те године је по први пут додјељивана розе мајица лидеру трке. Након шесте етапе, Маркизио је био други у генералном пласману, 12 секунди иза Микелеа Маре. На седмој етапи надокнадио је 45 секунди и преузео је лидерску позицију, док је други опет био Луиђи Ђакобе. Прво мјесто изгубио је већ на осмој етапи, од Леарка Гвере. Гвера је пао у почетним километрима девете етапе и морао је да напусти Ђиро, тако да је розе мајицу поново преузео Маркизио. Десета етапа је вожена по снијегу и леду на Кол ди Тенда, гдје је Маркизио био у проблемима, изгубио је скоро три минута и Ђакобе је преузео розе мајицу. На етапи 11, Франческо Камусо је напао на 100 km до циља и стигао до соло побједе. Иако су оформили потјеру за њим, Маркизио, Ђакобе, Пезенти и Гремо су изгубили три минута и 10 секунди и Камусо је био нови лидер. Последња етапа у Милано није донијела промјене, Маркизио је завршио трећи, 6 минута и 15 секунди иза Камуса, док је на другом мјесту завршио Ђакобе.
Године 1932. освојио је Копа Арпинати трку, пропустио је Ђиро и возио је Тур де Франс. Маркизио није био конкурентан и завршио је Тур на 26 мјесту у генералном пласману. Након Тура, освојио је трку Барселона—Мадрид, уз побједу на четвртој етапи. Маркизио је наставио да вози још неколико сезона, али без запаженијих резултата, 1934 завршио је Милано—Санремо на 110 мјесту. Каријеру је завршио 1936, са 27 година, након чега је продавао бицикле и спортску опрему у Торину. Умро је 3. јула 1992. године, у родном крају.